# Z-BOYS
Z-BOYS(지보이즈)는 아시아 7개국 합작 프로젝트 보이그룹이다. 대한민국에서 활동하지만 멤버 전원 외국인으로 구성되었다. 2019년 2월 23일 Z-POP 프로젝트로 걸그룹 Z-GIRLS와 같이 데뷔하였다.